# Mezloug
Mezloug (em árabe: مزلوق) é uma comuna localizada na província de Sétif, Argélia. Sua população estimada em 2008 era de 16 976 habitantes.